# 布羅金西克湖
布羅金西克湖（烏克蘭語：Бродинське озеро），是烏克蘭的湖泊，位於該國北部切爾尼戈夫州，處於傑斯納河右岸，長1公里、寬0.4公里，面積0.16平方公里，最大水深4.5米。